# Потаповська культура
Потаповська культура — культура бронзової доби, яка процвітала на середній Волзі у 2500—2000 рр. до н.е.
Потаповська культура має походження від Полтавкинської культури та мала тісні стосунки із Синташтинською культурою на сході, з якою вона має багато подібності. Як і Синташтинська культура, вважається, що її люди розмовляли різновидом Прото-Індо-Іранської мови. Мало також тісні зв'язки із Зрубною культурою і, ймовірно, мала вплив на появу Андронівську культуру.

## Походження
Потаповська культура виникла на середній Волзі близько 2500 р. до н.е. Науковці вважають, що виникла як північне відгалуження Полтавкинської культури, з можливим впливом Абашевської культури. Виявлено також вплив Катакомбної культури та Культури багатопружкової кераміки.
Також є думка що Потаповська культура — західний варіант Синташтинської культури, з якою вона тісно пов'язана. Територія, яку займала Потаповська культура, раніше була зайнята Хвалинською та Самарською культурами.

## Фізичний тип
Представники Потаповської культури були європеоїдами. Їх черепи схожі на черепи представників Катакомбної культури.
Черепи представників Потаповської культури менш доліхокефальні, ніж у представників культур Фатьянівської, Абашевської, Синташта, Зрубної та заходу Андронівської. Фізичний тип представників Потаповської культури, ймовірно, виник через суміш між чисто доліхокефальним типом Синташти та менш доліхоцефальним типом представників культур Ямної та культури Полтавкинської.

## Генетика
У дослідженні, опублікованому у журналі «Nature» у 2015 році, було обстежено останки трьох представників Потаповської культури. Було виявлено, що один чоловік мав гаплогрупу R1a1a1b та U2e1h, а інший мав — P1 та C1. Жінка мала гаплогрупу Т1.
У генетичному дослідженні, опублікованому в Science у 2018 році, було проаналізовано останки чотирьох осіб, віднесених до Потаповської культури. З двох чоловіків один мав гаплогрупу R1a1a1b2a2a та U2e1, а другий — R1 та C. Дві жінки мали — U2e1a1 та H2a1e. Було виявлено, що люди представники Потаповської культури тісно пов'язані з людьми культури шнурової кераміки, культури Синташти, Андроновської культури та Зрубної культури. Було виявлено, що вони мають змішане походження представників Ямної культури та народів середньоєвропейського середнього неоліту. Генетичні дані свідчать про те, що ці споріднені культури у підсумку були похідними від переселення народів Центральної Європи зі степовим походженням назад у степ.

## Лінгвістика
Вважається, що Потаповська культура належить до міграції індоєвропейців, що мігрували на схід, від яких в кінцевому підсумку виникли індоіранці. Девід У. Ентоні розглядає Потаповську культуру та культуру Синташти як археологічні прояви ранніх індоіранських мов.

## Наступники
Потаповська культура та культура Синташти мали вирішальну роль у виникненні Андроновської культури. Андроновська культура, своєю чергою, вважається первісною для індоіранців.
Ранні фази Зрубної культури мають походження від Потаповської культури та пізньої фази Абашевської культури.